# أوسكار ليندبرغ (لاعب هوكي الجليد)
أوسكار ليندبرغ (بالسويدية: Oscar Lindberg) هو لاعب هوكي الجليد سويدي، ولد في 29 أكتوبر 1991 في سكيلفتيا في السويد.

## وصلات خارجية
- أوسكار ليندبرغ على موقع دوري الهوكي الوطني (الإنجليزية)
- أوسكار ليندبرغ على موقع EliteProspects.com (الإنجليزية)
- أوسكار ليندبرغ على موقع Eurohockey.com (الإنجليزية)
- أوسكار ليندبرغ على موقع HockeyDB.com (الإنجليزية)
- أوسكار ليندبرغ على موقع Hockey-Reference.com (الإنجليزية)